# 伊万·萨伯乌
伊万·萨伯乌（羅馬尼亞語：Ioan Sabău，1968年2月12日—），罗马尼亚男子足球运动员，场上位置是中场。他曾代表罗马尼亚国家队参加1990年国际足联世界杯，结果队伍止步十六强。